# گالتساین
گالتساین (به آلمانی: Gallzein) یک منطقهٔ مسکونی در اتریش است که در شواس واقع شده‌است. گالتساین ۱۰٫۷ کیلومتر مربع مساحت دارد ۸۲۵ متر بالاتر از سطح دریا واقع شده‌است.